# Frits Thaulow
Johan Frederik Thaulow (Christiania, 20 de outubro de 1847 — Edam-Volendam, 5 de novembro de 1906) foi um pintor impressionista norueguês.

## Galeria

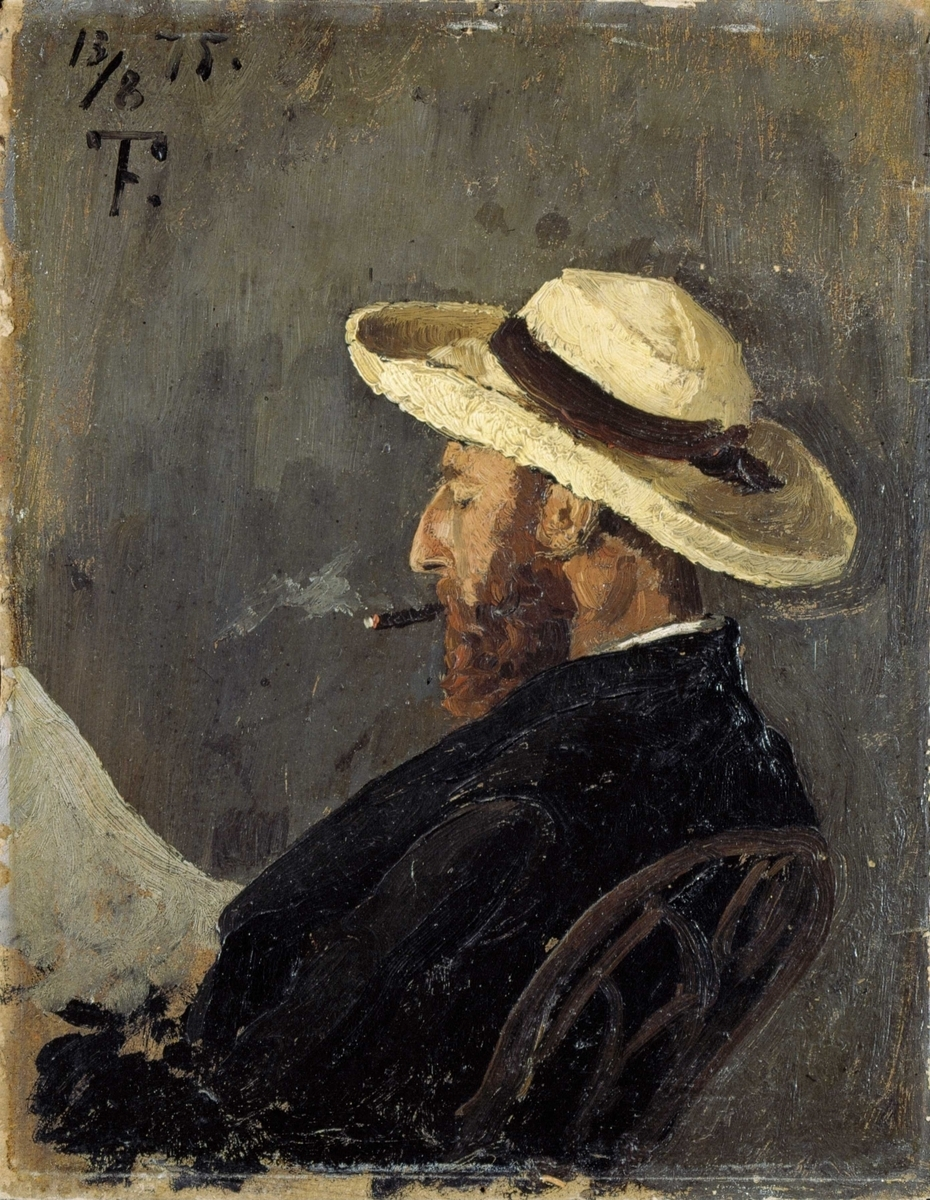
Retrato de Frederik Collett 1875
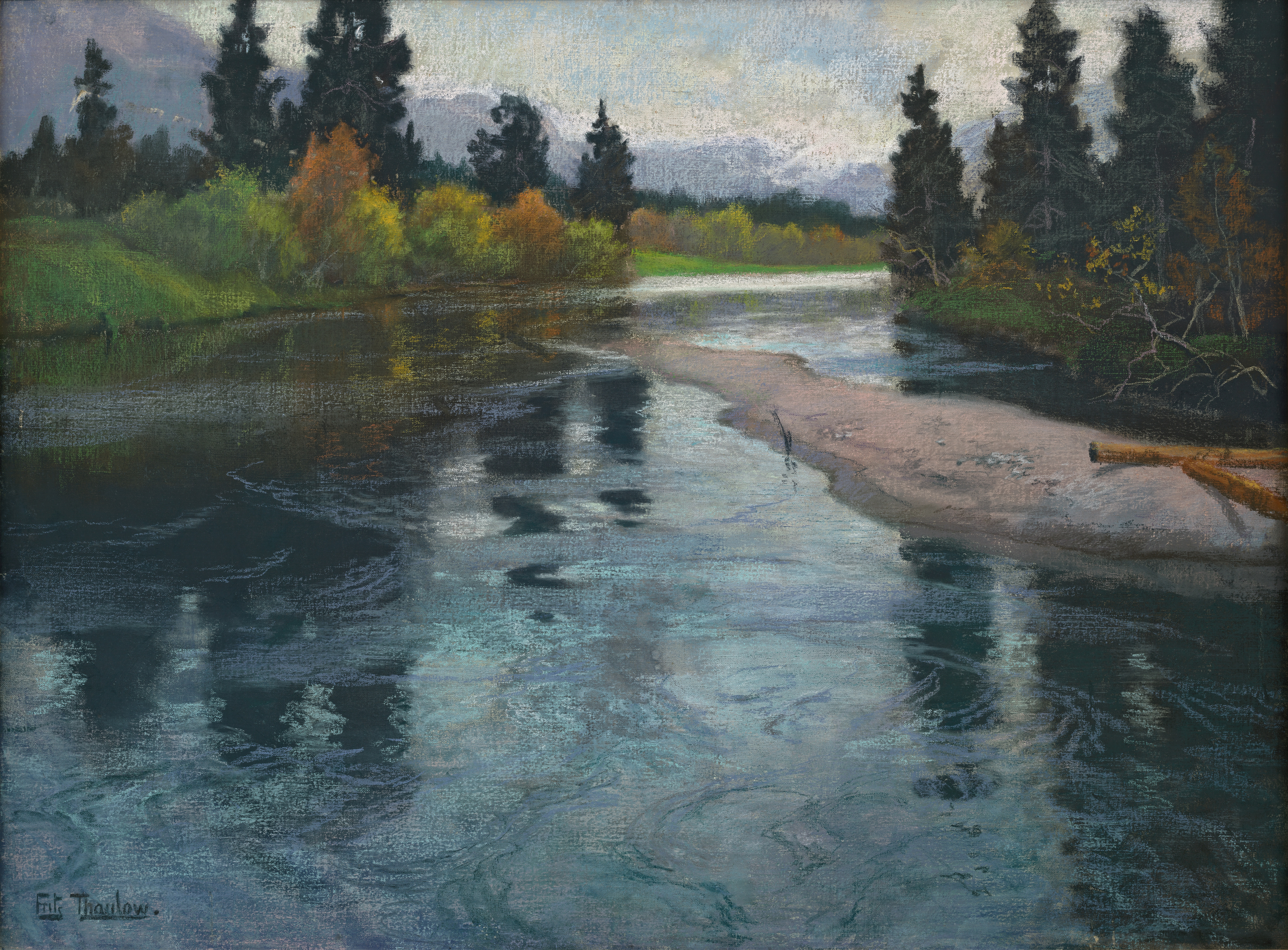
Um rio 1883
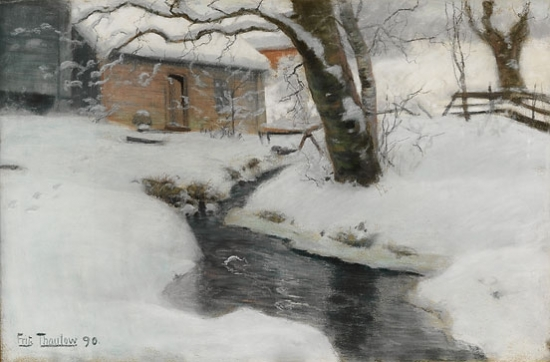
Norsk vinterlandskap 1890
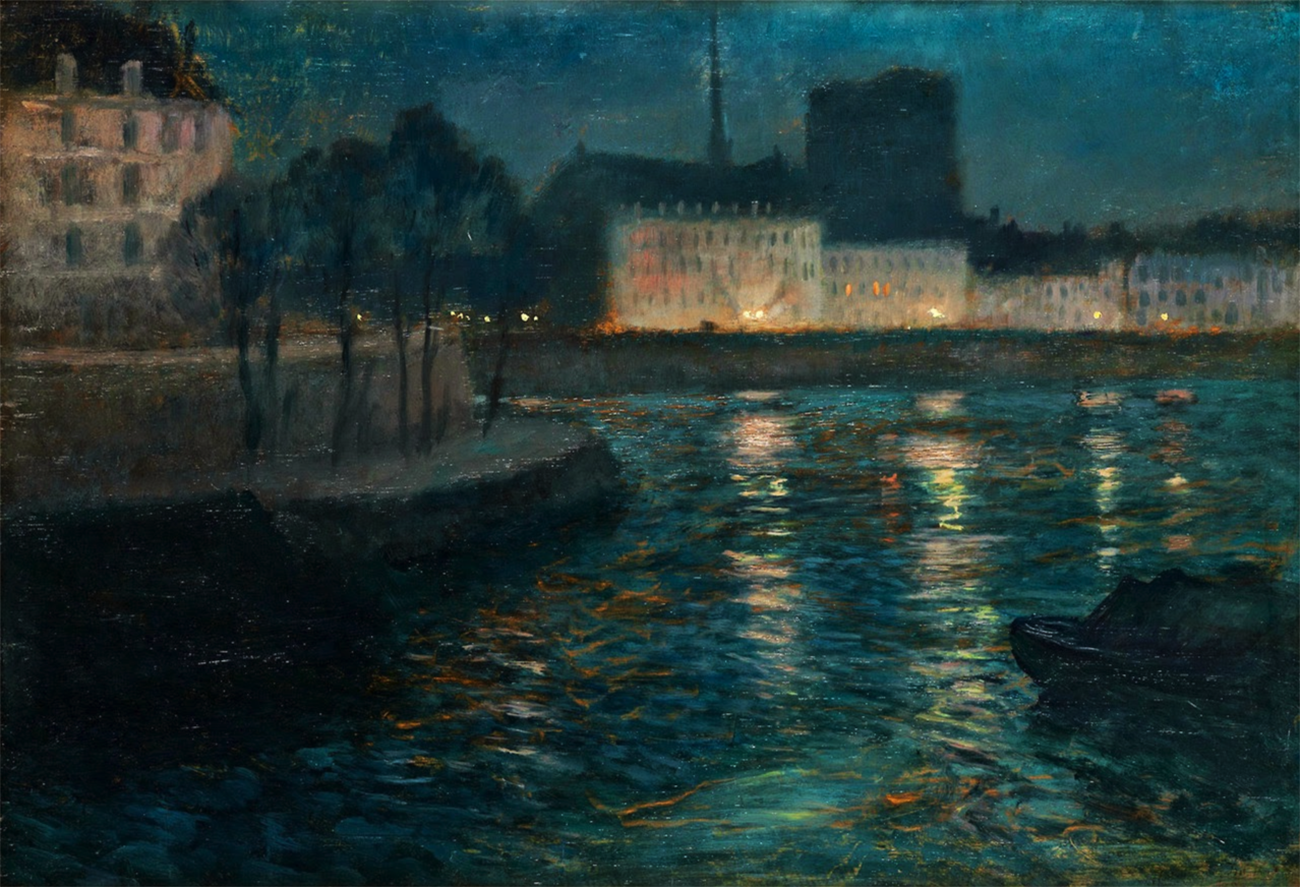
Atmosfera noturna 1893
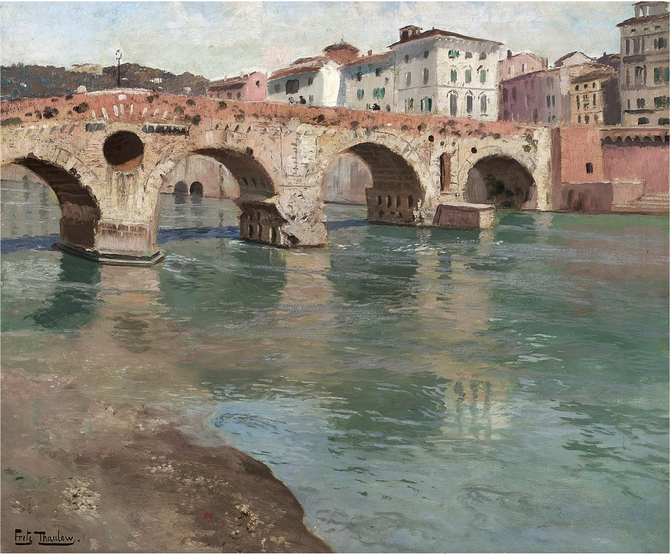
Ponte Pietra, Verona 1894
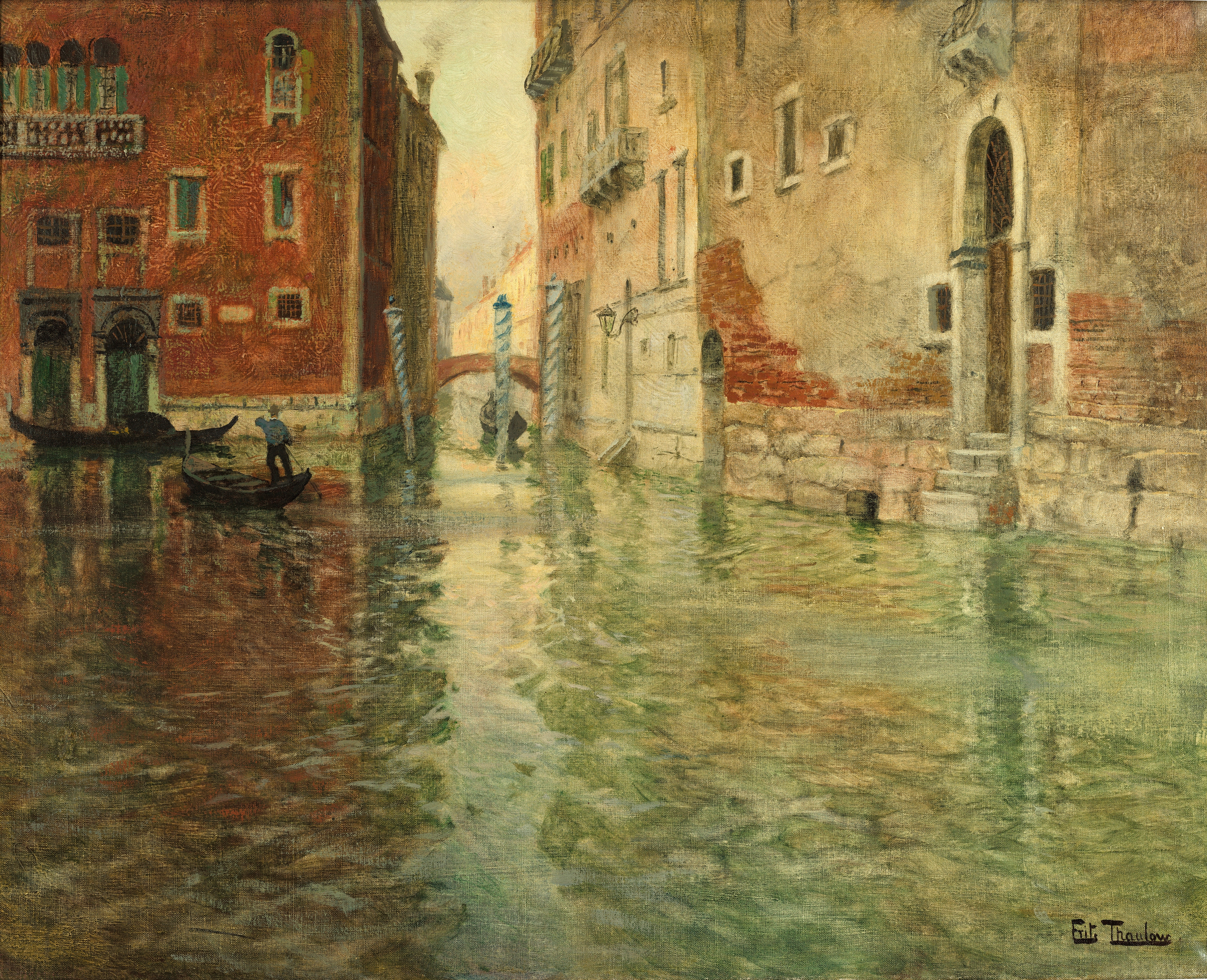
Área de Veneza 1894
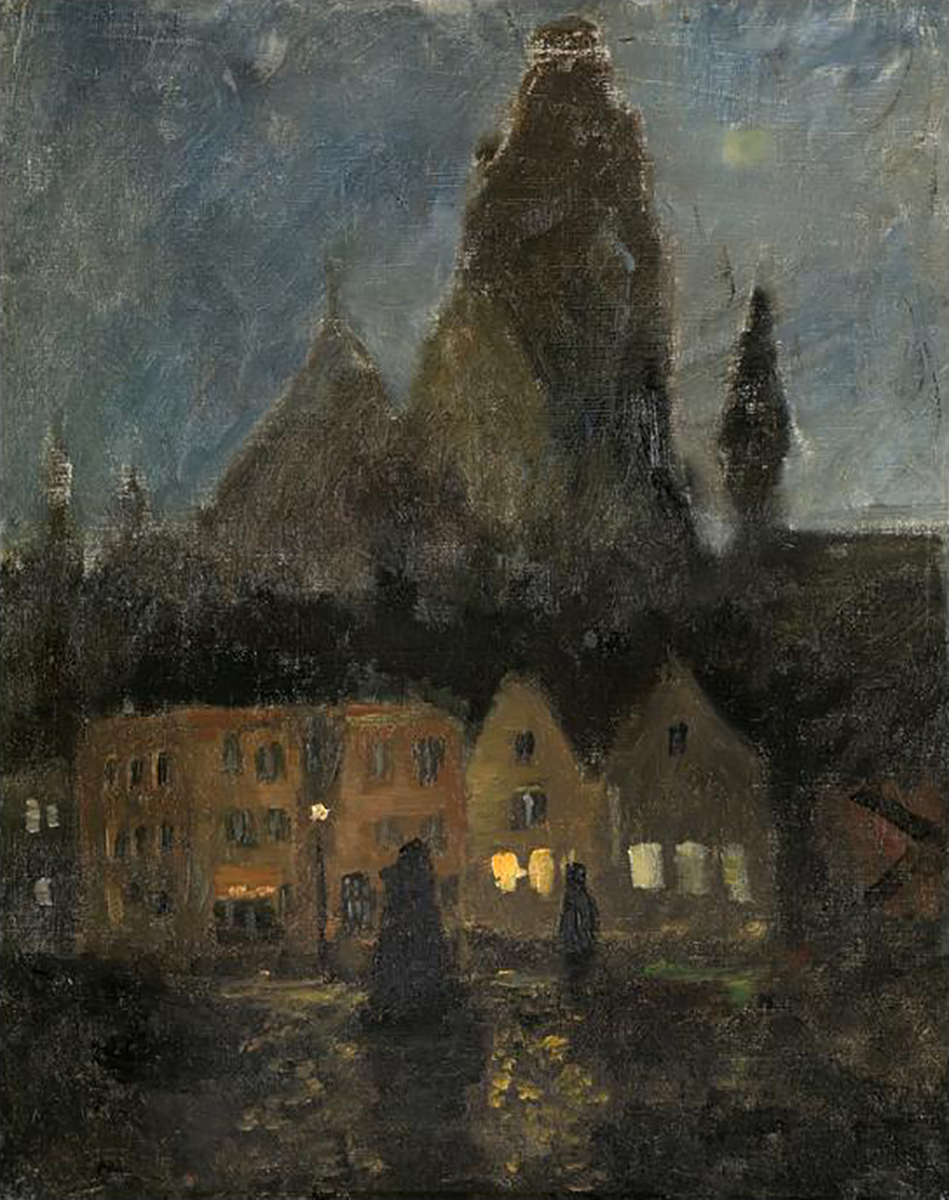
Kveldstemning, Dieppe 1894-1898
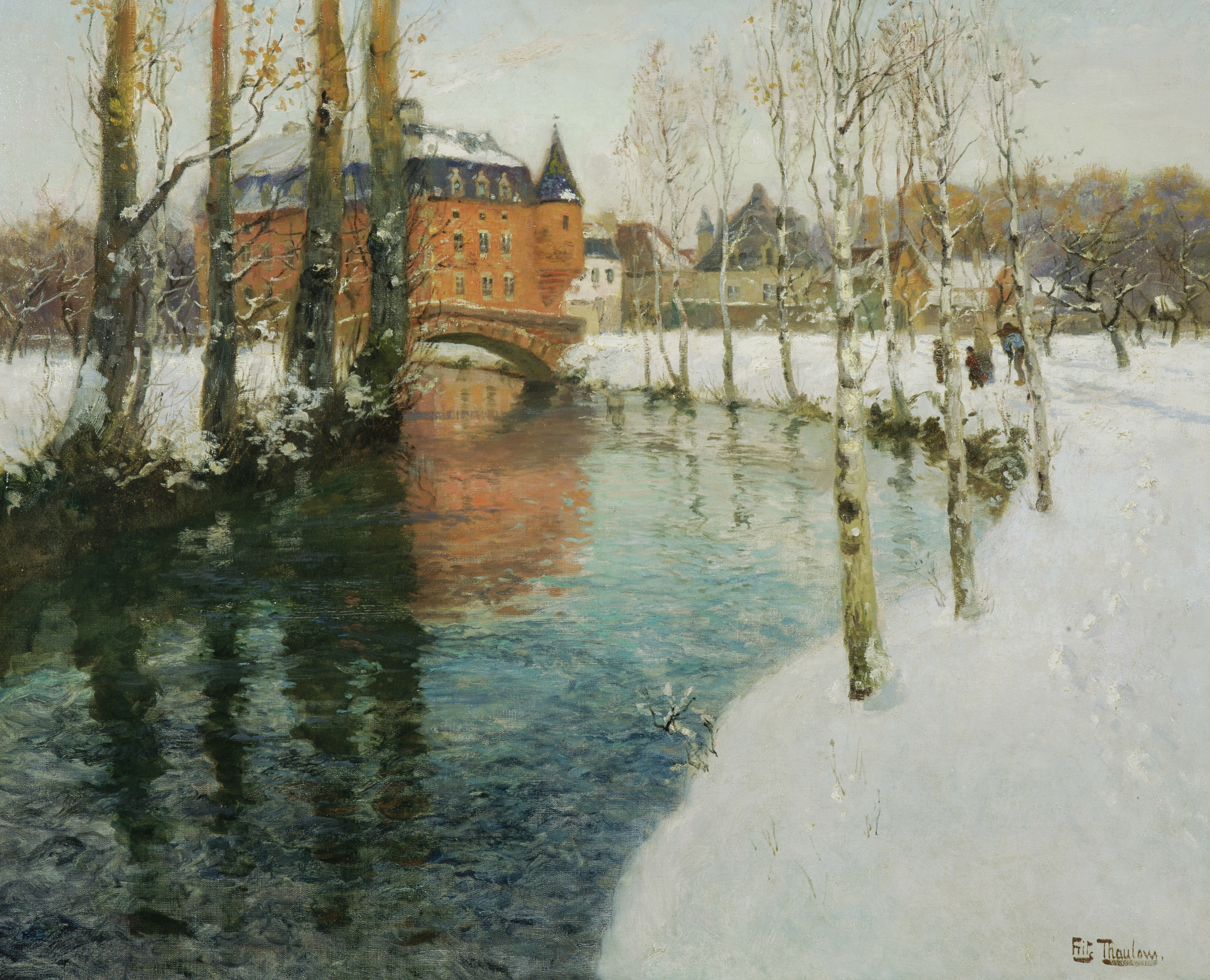
Um castelo na Normandia 1895
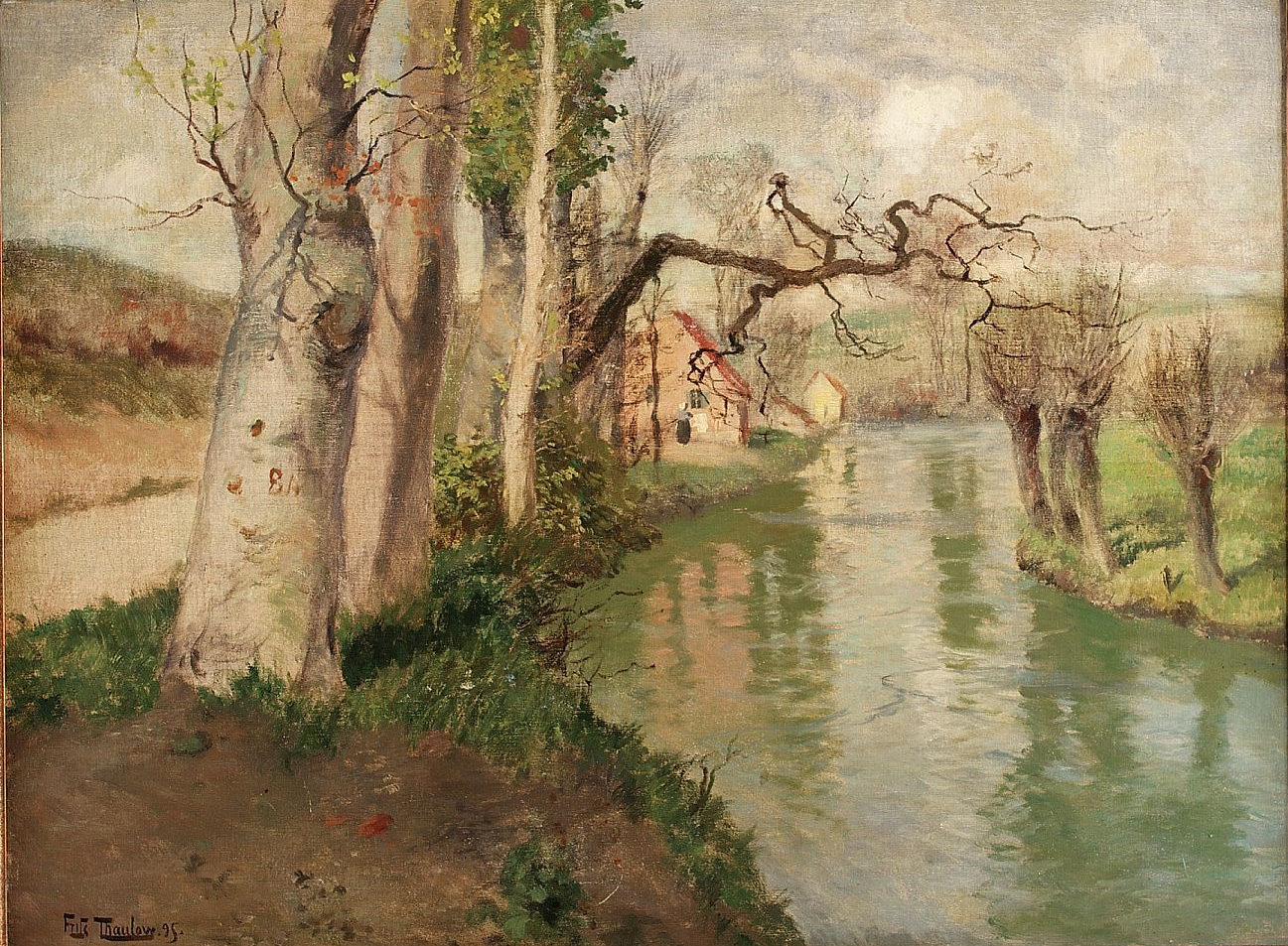
Fra Dieppe med elven Arques 1895
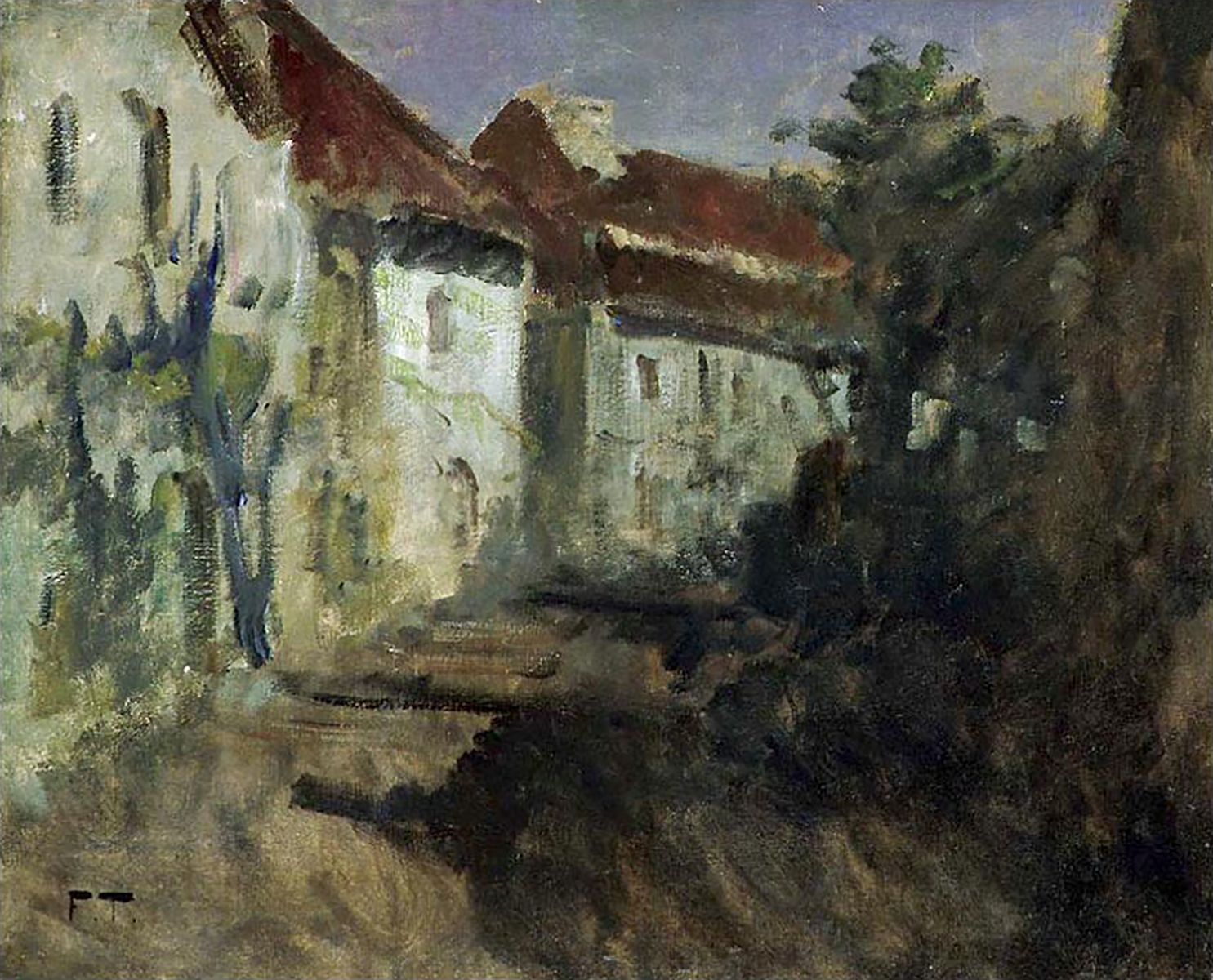
Måneskinn Dieppe 1896
Boulevard de la Madeleine 1896-1897
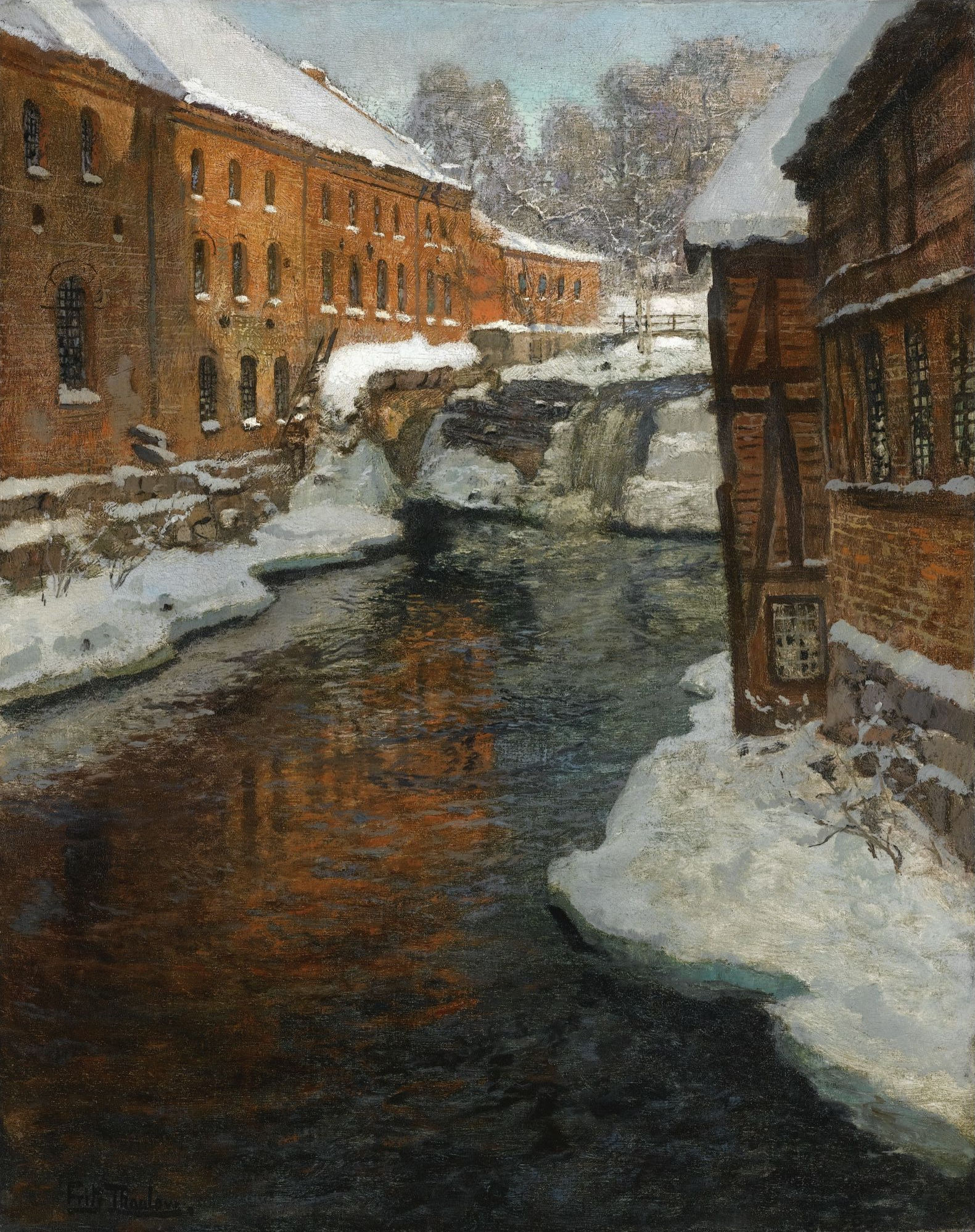
Fra Akerselven 1897-1901
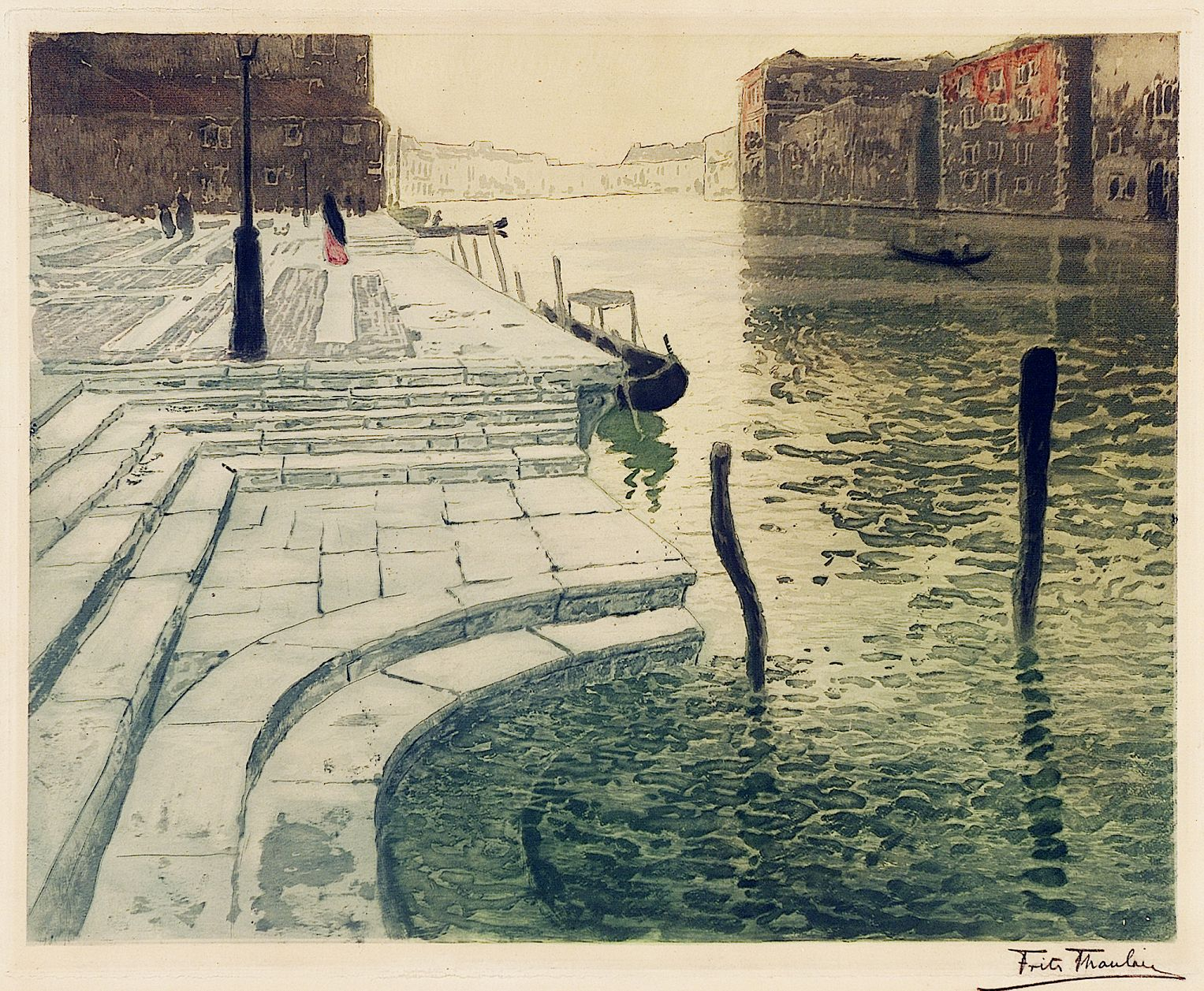
Marmortrappen 1903
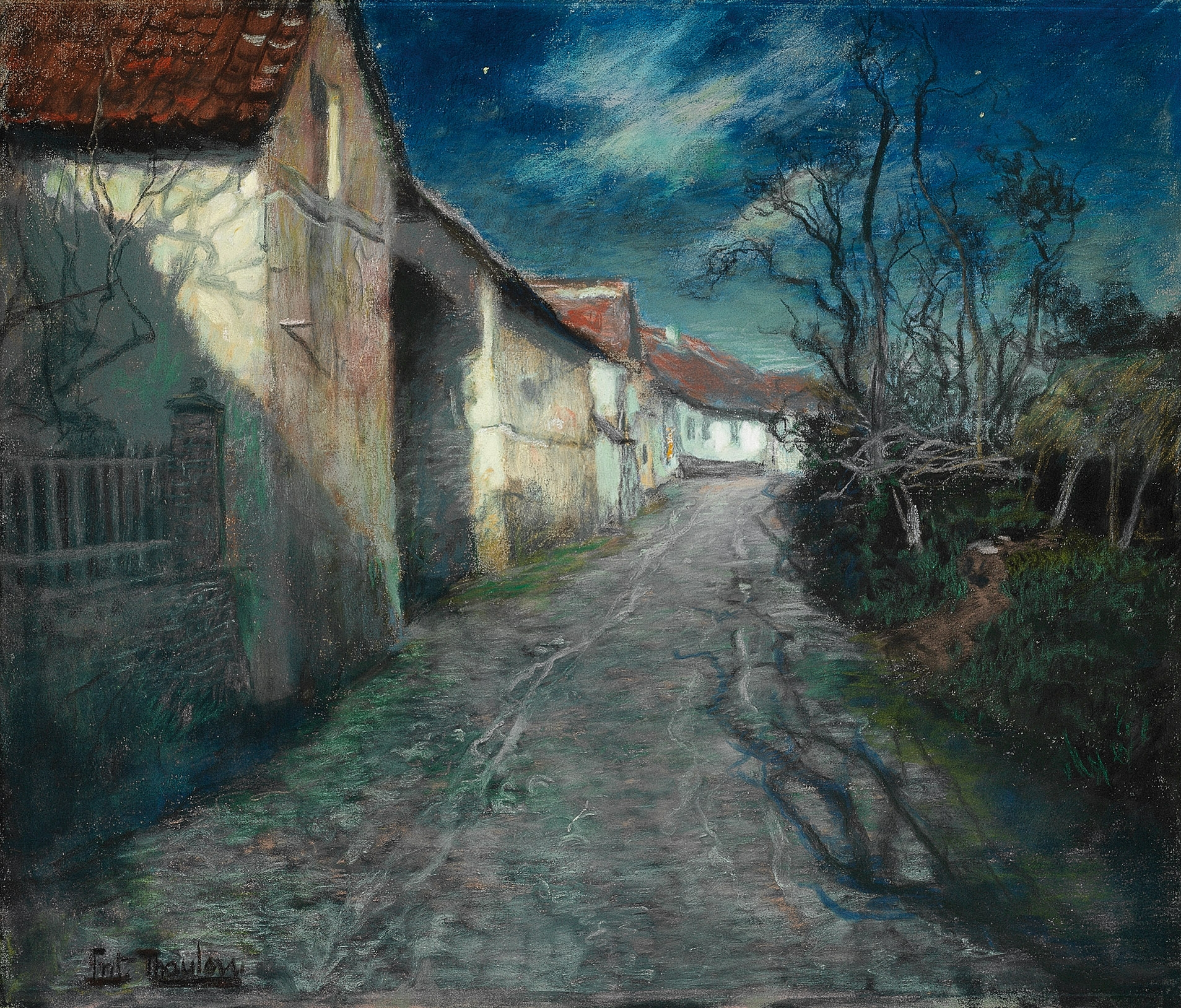
Luar em Beaulieu 1904
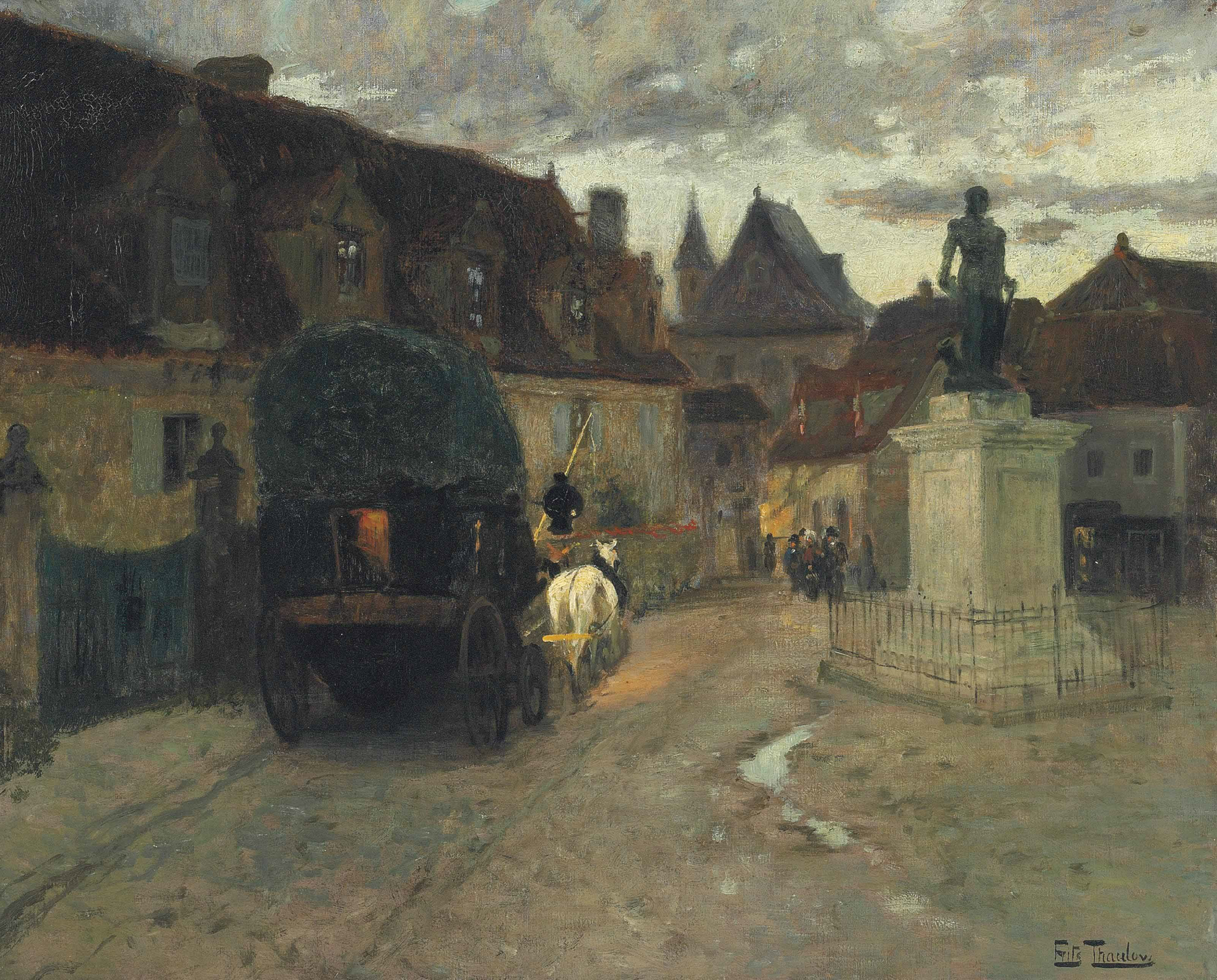
Place Marbot 1904
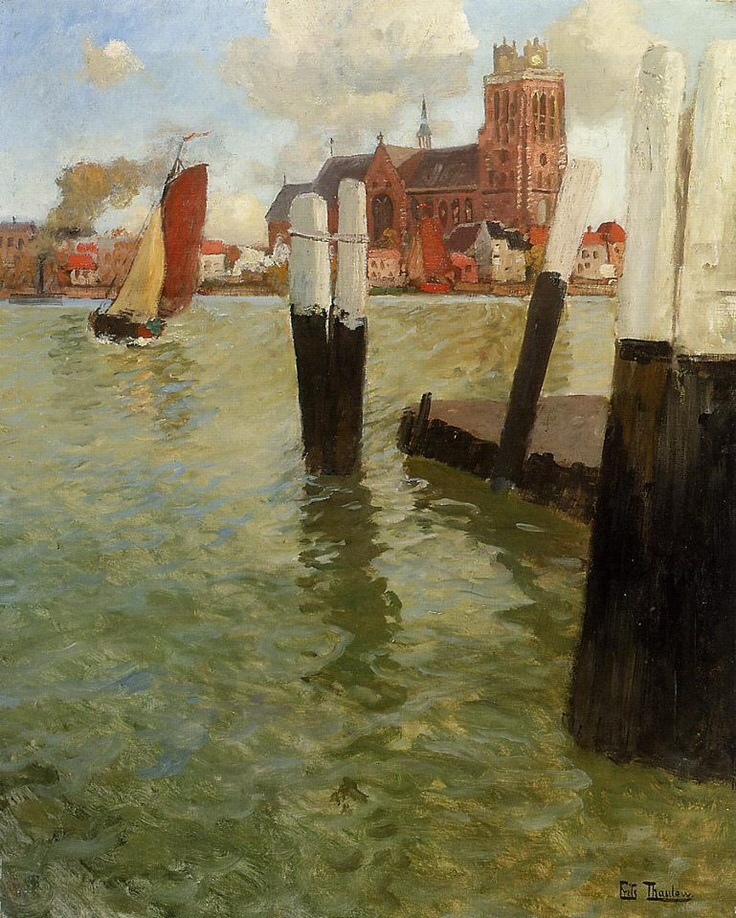
Dordrecht 1905
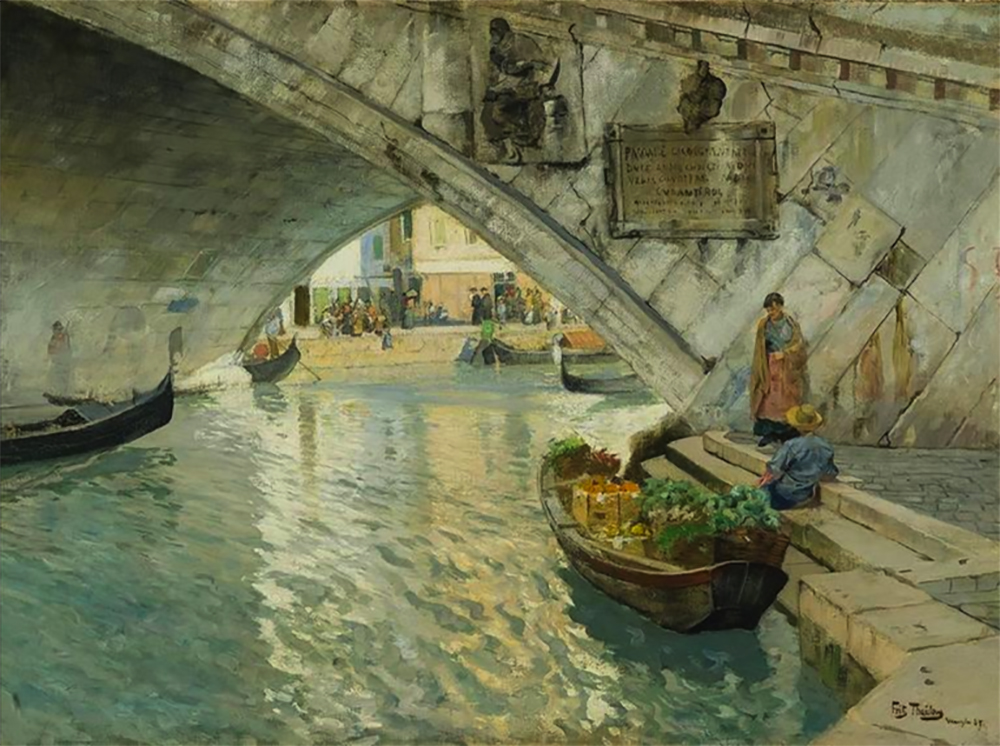
Sob a Ponte Rialto de Veneza
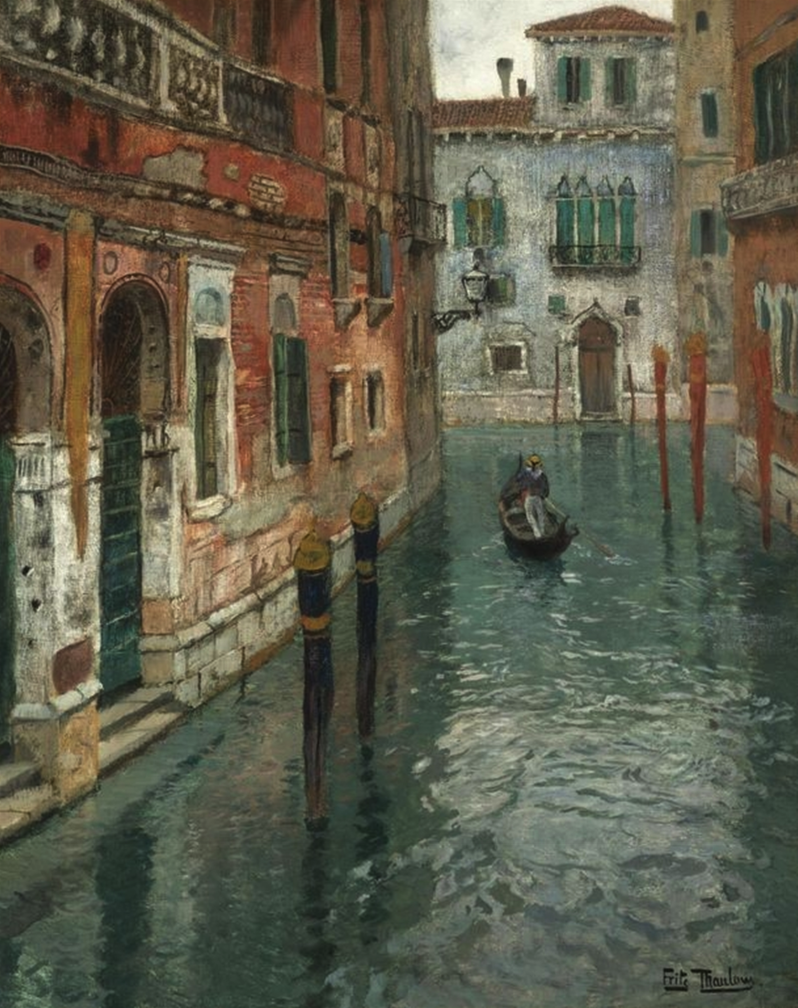
Vista de Veneza
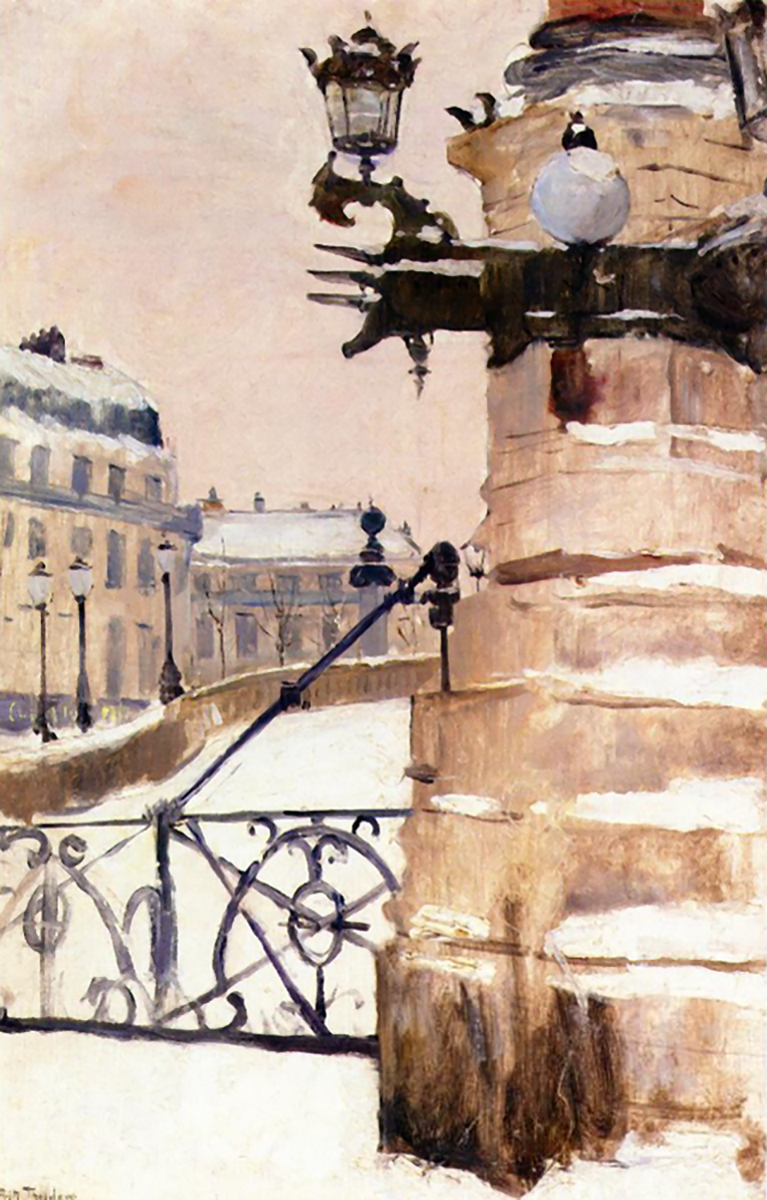
Inverno em Paris
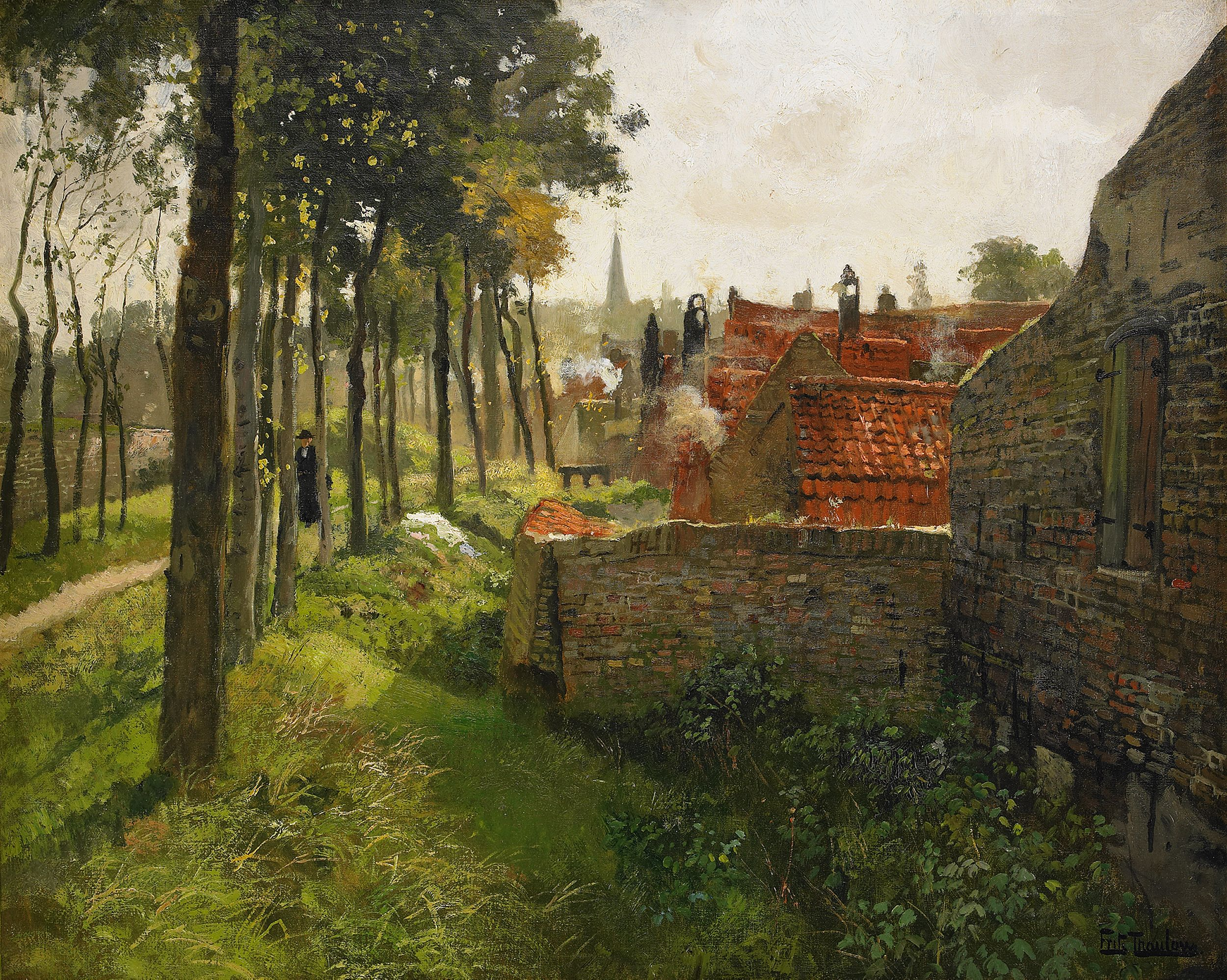
O padre